# Xylazine
Xylazine is een geneesmiddel dat wordt gebruikt voor sedatie, anesthesie, spierontspanning en analgesie bij dieren zoals paarden, runderen en andere zoogdieren. Bij anesthesie bij dieren wordt xylazine vaak gebruikt in combinatie met ketamine. Het wordt wereldwijd onder vele merknamen verkocht, met name de Bayer- merknaam Rompun. Het wordt ook op de markt gebracht als Anased, Sedazine en Chanazine.
Xylazine is in Puerto Rico en de Verenigde Staten ook populair als straatdrug, onder de straatnaam "tranq" (afkorting van tranquillizer). Hoewel de stof niet voorkomt in de Opiumwet, kan het bij gebruik door mensen (i.p.v. dieren) - zéker indien vermengd met opioïden zoals fentanyl - ernstige schade voor de gezondheid veroorzaken.

## Geschiedenis
Xylazine werd in 1962 ontdekt als een antihypertensivum door Farbenfabriken Bayer in Leverkusen.
Xylazine is in Amerika door de Amerikaanse FDA goedgekeurd voor diergeneeskundig gebruik en wordt daar gebruikt als kalmeringsmiddel voor dieren. De sedatieve en analgetische effecten van xylazine houden verband met depressie van het centrale zenuwstelsel. Het spierontspannende effect van xylazine remt de overdracht van neurale impulsen in het centrale zenuwstelsel.
In wetenschappelijk onderzoek is xylazine een bestanddeel van het meest voorkomende verdovingsmiddel, ketamine-xylazine dat wordt gebruikt bij ratten, muizen, hamsters en cavia's.

## Medisch gebruik
Xylazine wordt veel gebruikt in de diergeneeskunde als kalmerend middel, spierverslapper en pijnstiller. Het wordt vaak gebruikt bij de behandeling van tetanus.

## Veterinair gebruik

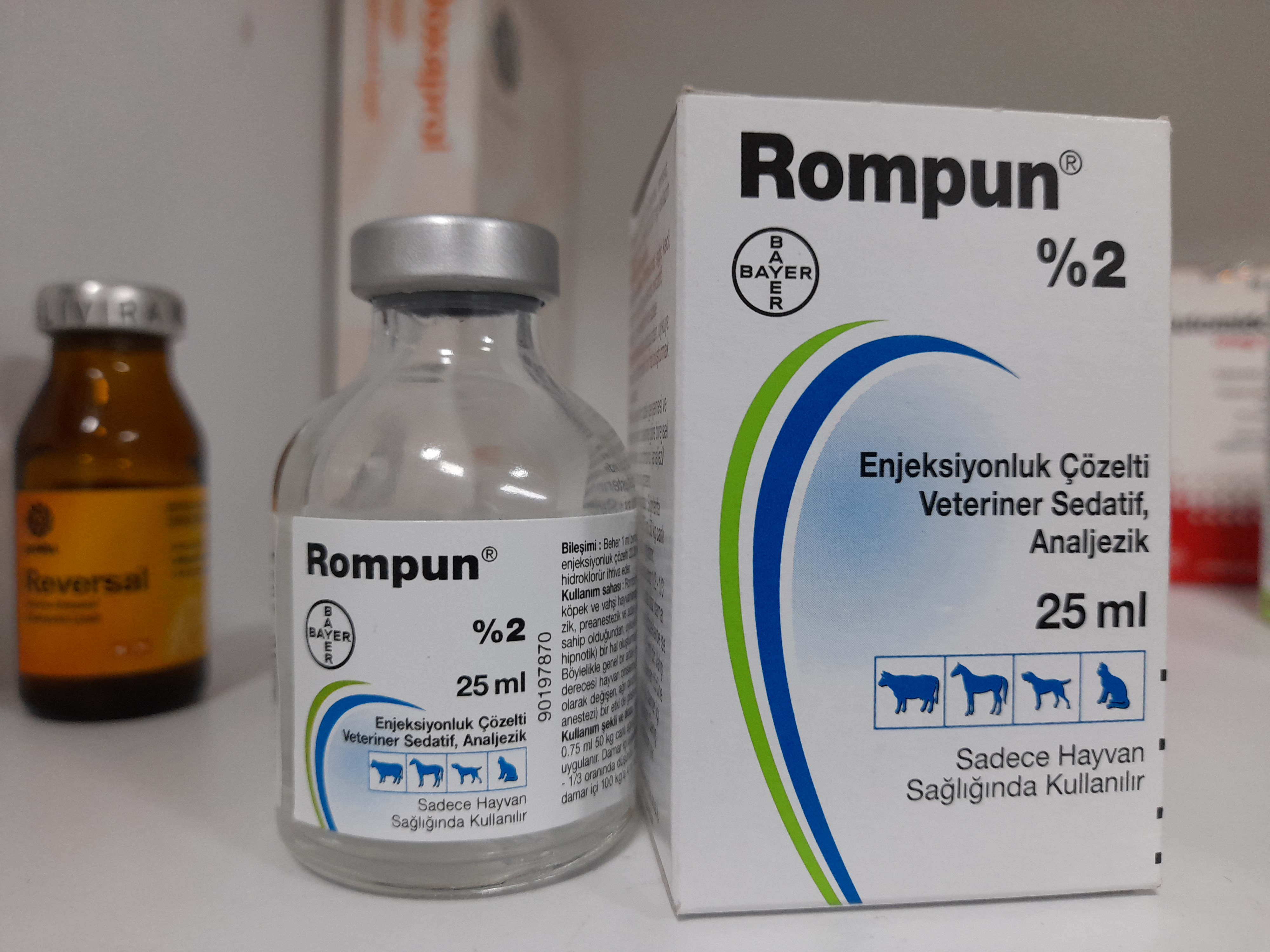
Als veterinair anestheticum wordt xylazine eenmalig toegediend voor het beoogde effect vóór chirurgische ingrepen (handelsnaam: Rompun)

Bij dieren kan xylazine intramusculair of intraveneus worden toegediend. Alfa-2-antagonisten zoals atipamezol en yohimbine kunnen worden gebruikt om de effecten van xylazine bij dieren om te keren.

### Bijwerkingen
Bijwerkingen bij dieren zijn onder meer voorbijgaande hypertensie, hypotensie en ademhalingsdepressie.

### Farmacokinetiek
Bij honden, schapen, paarden en runderen is de halfwaardetijd erg kort: slechts 1,2–6 minuten. Volledige eliminatie van het medicijn kan tot 23 minuten duren bij schapen en tot 50 minuten bij paarden.

## Farmacologie

### Farmacodynamiek

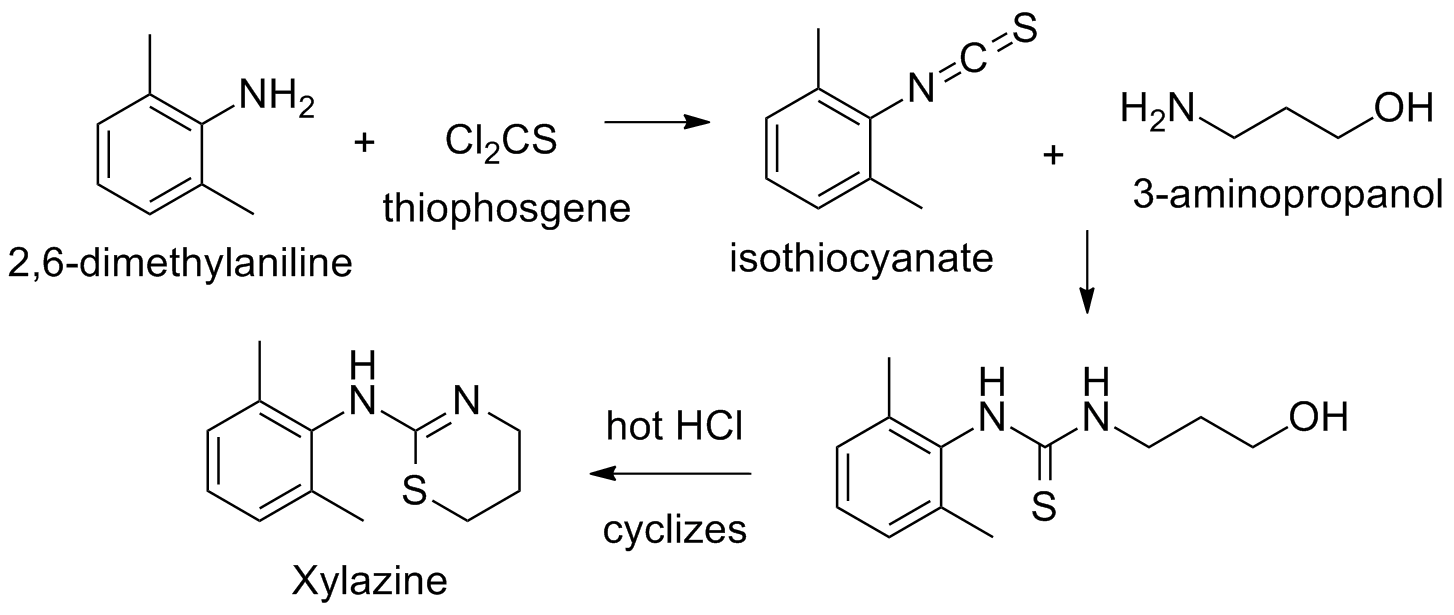
Xylazine-synthese volgens Elliot & Ruehle (1986) - Productie van xylazine (patent verlopen op 9 april 2005)

Xylazine is een krachtige α2 adrenerge agonist. Het doet dit door noradrenaline na te bootsen door zich te binden aan presynaptische autoreceptoren aan het oppervlak, wat leidt tot feedbackremming van noradrenaline.
Xylazine dient ook als transportremmer door de noradrenaline-transportfunctie te onderdrukken door competitieve remming van substraattransport. Dienovereenkomstig verhoogt xylazine Km significant en heeft het geen invloed. De chemische structuur lijkt sterk op de fenothiazinen, tricyclische antidepressiva en clonidine.

### Farmacokinetiek bij mensen
Xylazine wordt snel geabsorbeerd, gemetaboliseerd en geëlimineerd. Xylazine kan intraveneus, intramusculair, subcutaan of oraal worden geïnhaleerd of toegediend, alleen of in combinatie met andere anesthetica, zoals ketamine, barbituraten, chloraalhydraat en halothaan om betrouwbare anesthesie-effecten te verkrijgen.
De werking van xylazine is meestal 15-30 minuten te zien na toediening en het sedatieve effect houdt meestal 1-2 uur (max. 4 uur) aan.
Xylazine wordt gemetaboliseerd door cytochroom P450-enzymen in de lever.

## Recreatief gebruik
Sinds het begin van de jaren 2000 is xylazine populair geworden als drug in de Verenigde Staten en Puerto Rico. Naast de straatnaam tranq wordt het ook zombiedrug genoemd omdat verslaafden er bijlopen en met hun vleeswonden eruitzien als een zombie.
Hoewel xylazine bijna altijd wordt gecombineerd met opioïden wanneer het recreatief wordt gebruikt, kan het op zichzelf een kenmerkend ontwenningssyndroom veroorzaken dat de behandeling van verslaafde gebruikers kan bemoeilijken.
Xylazine-gebruikers in Puerto Rico zijn merendeels mannelijk, onder de 30 jaar, woonachtig in een landelijk gebied en spuiten xylazine in plaats van inhaleren. Xylazine heeft vergelijkbare gedragsgevolgen als heroïne, daarom wordt het vaak gebruikt als vervalsingsmiddel. Xylazine wordt ook vaak aangetroffen in "speedball" (een mengsel van verschillende drugs - meestal cocaïne, heroïne, morfine of fentanyl). De combinatie van heroïne en xylazine veroorzaakt een potentieel dodelijkere high dan toediening van alleen heroïne. Het gebruik van xylazine in combinatie met "speedball" kan de effecten van de andere geneesmiddelen versterken of verlengen, wat tot nadelige gevolgen kan leiden.
In 1979 werd het eerste geval van xylazine-toxiciteit gemeld bij een 34-jarige man die zichzelf medicatie had gegeven voor slapeloosheid met een injectie van 1 g xylazine. Opzettelijke intoxicatie door inname, inademing of injectie van xylazine is gemeld. De intraveneuze route is de meest gebruikelijke toedieningsweg voor degenen die recreatief heroïne of xylazine misbruiken. In Puerto Rico is xylazine in populariteit toegenomen. Het gebruik ervan werd in verband gebracht met een groot aantal sterfgevallen door gevangenen in de Guerrero Correctional Institution in Aguadilla, Puerto Rico, van 2002 tot 2008.
Tussen augustus 2021 en augustus 2022 overleden in de Verenigde Staten meer dan 70.000 mensen door een tranq-overdosis. Anno 2023 heerste in grote steden als Philadelphia een epidemie van tranq-verslaafden.
Bij misbruik door mensen hangt de frequentie van het gebruik van xylazine af van sociale of economische factoren, evenals de subjectieve reactie van elke gebruiker op de verslavende eigenschappen van het medicijn. Naloxon kan het effect van een overdosis opioïden ongedaan maken, maar heeft geen effect op xylazine.
Oorzakelijke factoren die ten grondslag liggen aan de toenemende populariteit van xylazine zijn nog onbekend. Verder onderzoek is nodig om meer informatie te krijgen over de distributie van xylazine in het lichaam, lichamelijke symptomen, mogelijke behandelingen en voorspellende factoren voor chronisch gebruik.

### Bijwerkingen
Een overdosis xylazine is vaak dodelijk bij mensen.
De meest voorkomende bijwerkingen bij mensen die verband houden met de toediening van xylazine zijn bradycardie, ademhalingsdepressie, hypotensie, voorbijgaande hypertensie secundair aan alfa-1-stimulatie en andere centrale en hemodynamische veranderingen.
Toediening van xylazine kan leiden tot diabetes mellitus en hyperglykemie.
Er wordt gemeld dat chronisch intraveneus gebruik van xylazine in combinatie met opioïden verband houdt met lichamelijke achteruitgang, afhankelijkheid, abcessen en huidzweren, die soms overgaan in necrose met korstvorming, wat fysiek slopend en pijnlijk kan zijn.

### Overdosis
De bekende doses xylazine die bij mensen toxiciteit en overlijden veroorzaken, variëren van 40 tot 2400 mg.
Momenteel is er geen specifiek tegengif voor de behandeling van mensen die een overdosis xylazine gebruiken. Hemodialyse is voorgesteld als een vorm van behandeling, maar is meestal ongunstig vanwege het grote distributievolume van xylazine. In de diergeneeskunde wordt de α2-antagonist atipamezol gebruikt om de effecten van xylazine of het verwante geneesmiddel dexmedetomidine ongedaan te maken, maar hoewel dit bij mensen is getest in fase I-onderzoeken, is het geen goedgekeurde medische behandeling voor een overdosis xylazine.
Meerdere geneesmiddelen zijn gebruikt als ondersteunende therapeutische interventie, zoals lidocaïne, naloxon, thiamine, lorazepam, vecuronium, etomidaat, propofol, tolazoline, yohimbine, atropine, orciprenaline, metoclopramide, ranitidine, metoprolol, enoxaparine, flucloxacilline, insuline en irrigatie van beide ogen met zoutoplossing.
De behandeling na een overdosis xylazine moet in de eerste plaats betrekking hebben op het handhaven van de ademhalingsfunctie en de bloeddruk.